# 노린 자임
노린 자임(Naureen Zaim, 1978년 2월 19일 ~ )은 미국의 배우, 화가, 모델, 권투 선수, 영화배우이다.
시카고에서 태어났다.

## 영화
- 더 라인 (2009년)
- 웨딩 크래셔 (2005년)